# Боткуль
Ботку́ль (Ботко́ль, Боткалы-Сор, Бо́ткуль, Солёные грязи Боткалы-Сор) — горько-солёное бессточное озеро на севере Прикаспийской низменности, находится на российско-казахстанской границе: восточная половина озера на территории Бокейординского района Западно-Казахстанской области Казахстана, западная — Революционного сельского поселения Палласовского района Волгоградской области России.

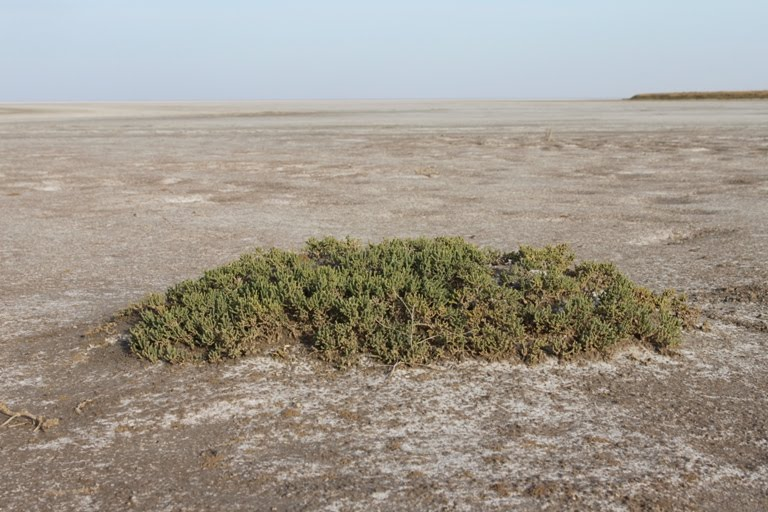
Солёные грязи Боткалы-Сор. 18 сентября 2010 года

Площадь водной поверхности изменчива, согласно данным водного реестра — 65,9 км², в октябре 2013 года она равнялась примерно 30 км². Площадь водосборного бассейна — 497 км².
Озеро мелководное, пересыхает в засушливые годы. Вода имеет горький, щиплющий вкус с сильным запахом сероводорода. Впадает река Солёная. Вокруг озера — солончаки.
Добыча соли не ведётся. Есть перспективы реализации рекреационного потенциала озера в качестве бальнеологического курорта.

## Данные водного реестра
По данным государственного водного реестра России относится к Нижневолжскому бассейновому округу, водохозяйственный участок — реки бессточных областей левобережья Волги без бассейна оз. Эльтон. Речной бассейн — Волга от верховий Куйбышевского водохранилища до впадения в Каспийское море.
Код объекта в государственном водном реестре — 11010002711112100001101.